# Richard P. Freeman

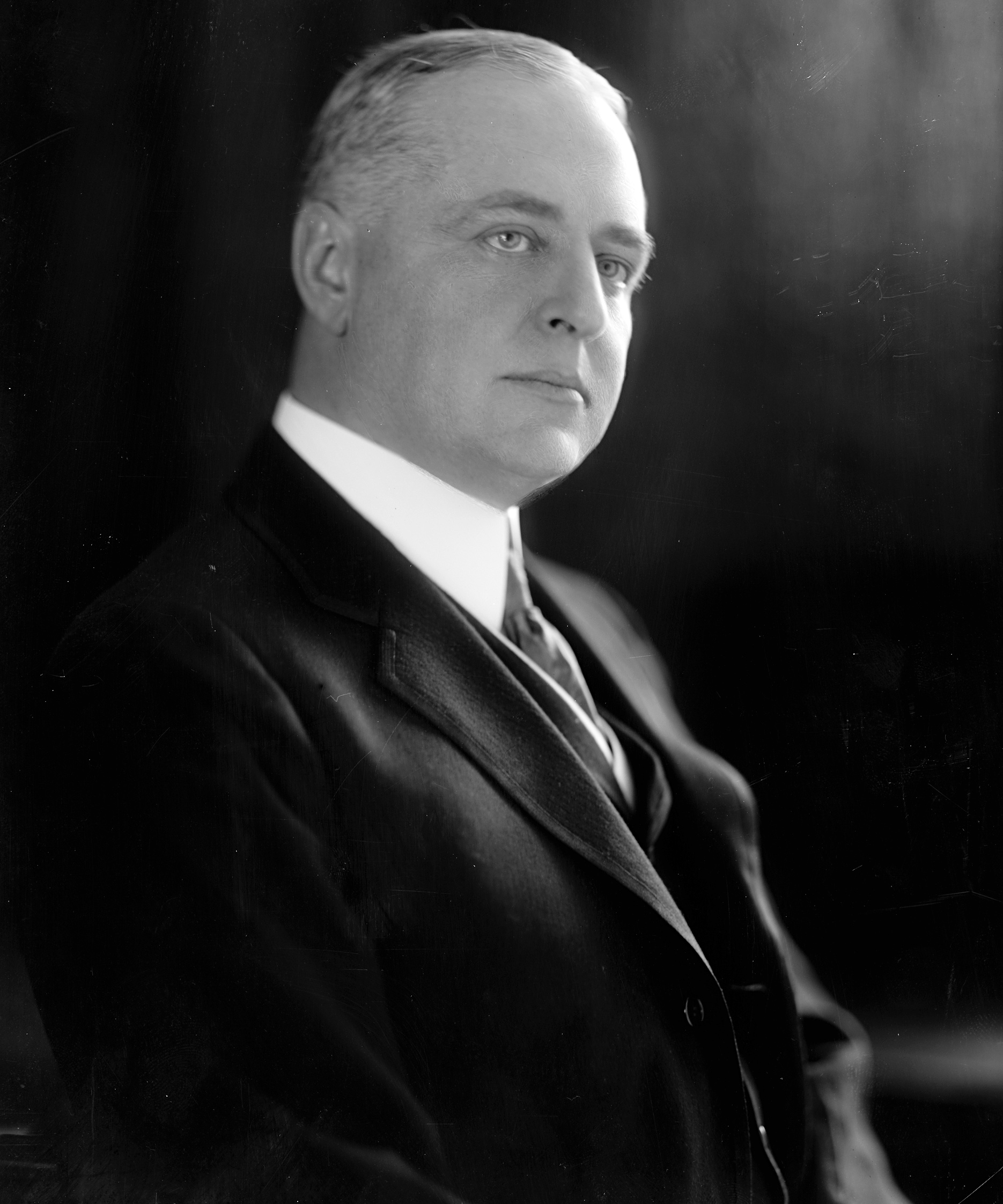
Richard P. Freeman

Richard Patrick Freeman (* 24. April 1869 in New London, Connecticut; † 8. Juli 1944 in Newington, Connecticut) war ein US-amerikanischer Politiker. Zwischen 1915 und 1933 vertrat er den zweiten Wahlbezirk des Bundesstaates Connecticut im US-Repräsentantenhaus.

## Werdegang
Richard Freeman besuchte die öffentlichen Schulen seiner Heimat einschließlich der Bulkeley High School, die er im Jahr 1887 absolvierte. Danach bereitete er sich bis 1888 an der Noble and Greenough’s Preparatory School in Boston (Massachusetts) auf sein Studium an der Harvard University vor. In Harvard blieb er bis 1891. Nach einem Jurastudium an der juristischen Fakultät der Yale University und seiner im Jahr 1894 erfolgten Zulassung als Rechtsanwalt begann Freeman in New London in seinem neuen Beruf zu praktizieren. In den Jahren 1896 bis 1898 war er für das Bundesinnenministerium in den Staaten Oregon und Washington tätig. Während des Spanisch-Amerikanischen Krieges von 1898 war Freeman Hauptfeldwebel in einem Freiwilligenregiment aus Connecticut. Später wurde er Major und Militärjurist (Judge Advocate) in der Nationalgarde seines Staates. Zwischen 1898 und 1901 war Freeman auch als Staatsanwalt im Dienst der Stadt New London tätig.
Freeman war Mitglied der Republikanischen Partei. 1912 bewarb er sich noch erfolglos um die Nominierung seiner Partei für die Kongresswahlen. Zwei Jahre später wurde er dann im zweiten Distrikt von Connecticut in das US-Repräsentantenhaus in Washington, D.C. gewählt, wo er am 4. März 1915 die Nachfolge des Demokraten Bryan F. Mahan antrat. Nach acht Wiederwahlen konnte er bis zum 3. März 1933 insgesamt neun Legislaturperioden im Kongress verbleiben. In diese Zeit fielen der Erste Weltkrieg sowie die Verabschiedung des 18., des  19. und des  20. Verfassungszusatzes mit denen das Prohibitionsgesetz, das Frauenwahlrecht sowie neue Termine für die Amtszeiten des Präsidenten, des Vizepräsidenten und aller Kongressmitglieder eingeführt wurden. Seine letzten Jahre im Kongress waren von den Ereignissen der Weltwirtschaftskrise geprägt.
Im Jahr 1932 wurde Richard Freeman von seiner Partei nicht für eine weitere Amtszeit nominiert. Nach dem Ende seiner Zeit im US-Repräsentantenhaus arbeitete er wieder als Rechtsanwalt. Er starb im Juli 1944 in Newington und wurde in seiner Heimatstadt New London beigesetzt.